# Dariusz Kowalski

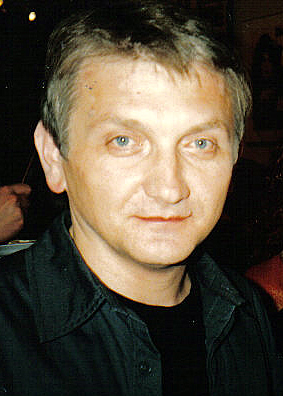
Dariusz Kowalski (2007)

Dariusz Kowalski (sinh ngày 19 tháng 12 năm 1963 tại Siemiatycze, Podlaskie, Ba Lan) là một diễn viên người Ba Lan.
Dariusz Kowalski tham gia diễn xuất trên sân khấu ở nhiều nhà hát, chẳng hạn như Teatr Studyjny`83 ở Łódź (1990–1993), Teatr Powszechny ở Radom (1993–1998), hay Teatr Nowy ở Łódź (từ năm 1998). Ngoài sự nghiệp sân khấu, các phim nổi tiếng có sự góp mặt của Dariusz Kowalski là Komornik (2005) trong vai Zenke, Zerwany kłos (2016) trong vai Jan Kózka, hay phim Fanatyk (2017) trong vai Adam.
Ngày 18 tháng 6 năm 2018, Dariusz Kowalski được Bộ Văn hóa và Di sản Quốc gia (Ba Lan) trao tặng Huy chương bạc Huy chương Công trạng về văn hóa - Gloria Artis vì những cống hiến nổi bật đối với văn hóa và nghệ thuật.

## Thành tích nghệ thuật
- 1992: Daens
- 1992: Listopad
- 1992: Komisja
- 1993: Pierwszy krok w chmurach
- 1995: Kotek
- 1999: Na dobre i na złe – Artur
- 2000: Twarze i maski –  Mol
- 2000–2011: Plebania – Janusz Tracz
- 2000: Strefa ciszy – Leon
- 2001: Marszałek Piłsudski – Rady Żołnierskiej
- 2001: Reich
- 2001: Małopole czyli świat – Stacho Więcek
- 2003: Sloow – Jurek
- 2004: Fala zbrodni – Robi (tập 20)
- 2005: Klinika samotnych serc – Wiesław Budek
- 2005: Egzamin z życia – Ryszard
- 2005: Komornik – Zenke
- 2006: Strajk – Bochnak
- 2006: Miasto ucieczki
- 2006: Obsesja
- 2008: Kulisy II wojny światowej  - Marynarki Wojennej
- 2011, 2014: Komisarz Alex – Arek Woźniak (tập 9), Artur Sztajn (tập 77)
- 2012: Czas honoru – (tập 54)
- 2012: Bokser
- 2013: Drogówka
- 2014: Arizona w mojej głowie
- 2014: Prawo Agaty – (tập 68–69)
- 2015: Sprawiedliwy – Józek
- 2016: Zerwany kłos – Jan Kózka
- 2017: Fanatyk – Adam
- 2019: Korona królów